# Triều Tiên Thái Tông
Triều Tiên Thái Tông (chữ Hán: 朝鮮太宗; Hangul: 조선 태종; 13 tháng 6, 1367 – 8 tháng 6, 1422), còn gọi là Triều Tiên Thái Tông Cung Định đại vương (朝鮮太宗恭定大王) hay Triều Tiên Cung Định vương (朝鮮恭定王), là vị quốc vương thứ ba của nhà Triều Tiên, cai trị từ năm 1400 - 1418, tổng 18 năm, trở thành Thượng vương từ năm 1418 cho đến khi qua đời là khoảng 4 năm.
Trong lịch sử Triều Tiên, Thái Tông được xem là một vị vua tàn bạo, nhưng có năng lực, đã có công xóa bỏ những đặc quyền của quan lại cao cấp trong chính quyền, đồng thời chia lại ruộng đất cho dân cày, củng cố vương quyền cho triều đại, khiến triều đại Triều Tiên càng được vững chắc.

## Tiểu sử
Thái Tông đại vương có húy Lý Phương Viễn 
(Yi Bang-won 李芳遠), tự Di Đức (遺德), ông là con thứ năm của Triều Tiên Thái Tổ, em trai cùng mẹ với Triều Tiên Định Tông. Ông sinh vào ngày 13 tháng 6, năm 1367 tại phủ đệ của cha ông ở Hàm Hưng, dưới triều đại của Cao Ly Cung Mẫn vương. Khi cha ông Thái Tổ Lý Thành Quế đang cất binh, phải di trú luôn, ông phụ trách bảo vệ hai người mẹ là Hàn phu nhân và Khương phu nhân; cùng hai em trai Lý Phương Phiền (李芳蕃), Lý Phương Thạc (李芳碩) cùng ba em gái khác.
Năm 1392, Thái Tổ Lý Thành Quế tức vị, ông được cha mình phong tước hiệu Tĩnh An quân (靖安君). Trong thời gian này, ông hay đại diện đi làm sứ giả qua nhà Minh, và tại Nam Kinh ông đã từng gặp qua Minh Thành Tổ Chu Đệ, khi ấy đang là Yên Vương.
Năm 1398, xảy ra Mậu Dần tĩnh xã (戊寅靖社), Tĩnh An quân Lý Phương Viễn giết chết Trịnh Đạo Truyền (鄭道傳), bức ép Thái Tổ Lý Thành Quế nhường ngôi, trở thành Thái thượng vương. Ông chưa vội lên ngôi, bèn đưa anh trai là Vĩnh An quân Lý Phương Quả lên kế vị, tức Triều Tiên Định Tông. Tự bản thân ông được phong thành Tĩnh An công (靖安公).
Hai năm sau, Tĩnh An công mưu sự chánh biến lần thứ hai. Lần này, Định Tông phải thoái vị, Tĩnh An công lên ngôi. Thái thượng vương Lý Thành Quế trở về nơi ở cũ tại Hàm Hưng, và qua đời ở đó vào năm 1408. Định Tông cũng qua đời vào năm 1419.
Năm 1401, ngày 28 tháng 11, Lý Phương Viễn chuẩn bị lên ngôi, gửi thư sang Minh Huệ Tông xin sắc phong làm Triều Tiên quốc vương (朝鮮國王). Nhà Minh phái sứ giả sang, tuyên đọc ý chỉ của Hoàng đế nhà Minh, và Lý Phương Viễn đã tiếp nhận. Về sau, Minh Thành Tổ kế vị, cũng chính thức công nhận ngôi vị của Triều Tiên quốc vương, xem nhà Triều Tiên như một chư hầu thân cận.
Năm 1418, ngày 9 tháng 9, ông nhường ngôi về làm Thái thượng vương, con trai của ông là Lý Tạo (李祹) lên ngôi, tức là Triều Tiên Thế Tông. Thượng vương vẫn điều hành việc nước rất cứng rắn. Năm 1419, thượng vương sai thủy quân đánh đảo Tsushima tiễu trừ cướp biển Nhật Bản. Ngày 10 tháng 5, thượng vương mất ở Tân cung, phường Toàn Đạt tại Hán Thành; hưởng thọ 56 tuổi. Ông được an táng tại Hiến Lăng (獻陵).
Thế Tông đại vương truy miếu hiệu là Thái Tông (太宗), thụy hiệu là Cung Định Thánh Đức Thần Công Kiến Thiên Thể Cực Đại Chính Khải Hữu Văn Vũ Duệ Triết Thành Liệt Quang Hiếu Đại vương (恭定聖德神功建天體極大正啓佑文武叡哲成烈光孝大王). Trong đó, chữ Cung Định (恭定) là do nhà Minh ban tặng, về sau các vị quốc vương nhà Triều Tiên đều dùng hai chữ thụy của nhà Minh dùng cho tên thụy.

## Gia đình
- Thân phụ: Triều Tiên Thái Tổ Lý Thành Quế.
- Thân mẫu: Thần Ý Vương hậu Hàn thị (神懿王后 韓氏, 1337 - 1391), người An Biên, con gái An Xuyên Phủ viện quân Hàn Khanh (安川府院君韓卿) và Tam Hàn Quốc đại phu nhân Thân thị (三韓國大夫人申氏). Hàn thị là nguyên phối chính thất của Thái Tổ, lại qua đời trước khi Thái Tổ lên ngôi nên thụy hiệu đều do đời sau truy tặng. Thái Tổ năm thứ 2 tặng làm Tiết phi (節妃, 절비), đến năm thứ 7 lại đổi thành Thần Ý Thái Vương hậu (神懿太王后, 신의태왕후). Thái Tông năm thứ 8 (1408), được truy tôn thụy hiệu Thừa Nhân Thuận Thánh Thần Ý Vương thái hậu (承仁順聖神懿王太后).
- Nguyên phối:

1. Nguyên Kính Vương hậu Mẫn thị (元敬王后閔氏, 1365 - 1420), người Ly Hưng, con gái Ly Hưng Phủ viện quân Mẫn Tễ (驪興府院君 閔霽) và Tam Hàn Quốc đại phu nhân Lệ Sơn Tống thị (三韓國大夫人礪山宋氏). Vương hậu Mẫn thị là nguyên phối chính thất của Thái Tông, Thái Tổ năm thứ 1 phong Tĩnh Ninh Ông chúa (靖寧翁主), Định Tông năm thứ 2 phong Trinh tần (貞嬪). Khi Thái Tông lên ngôi, bà được lập làm Tĩnh phi (靜妃), đến thời Thế Tông lại tôn làm Hậu Đức Vương đại phi (厚德王大妃).

- Hậu cung:

1. Ý tần Quyền thị (懿嬪權氏), người An Đông, con gái Quyền Hoằng (權弘) và phu nhân họ Lý ở Khánh Châu (慶州李氏). Thái Tông năm thứ 2 (1402) phong Trinh Ý Cung chúa (貞懿宮主). Thế Tông năm thứ 4 (1422) phong Ý tần (懿嬪). Năm đó, bà cùng Tín tần Tân thị xin được xuất gia làm ni, không rõ năm mất. Sinh Trinh Huệ Ông chúa.
2. Minh tần Kim thị (明嬪金氏, ? - 1479), người An Đông, con gái Kim Cửu Đức (金九德).
3. Hiếu tần Kim thị (孝嬪金氏, ? - 1454), xuất thân thị nữ của Nguyên Kính Vương hậu. Thái Tông sủng hạnh, sinh Kính Ninh quân. Thái Tông năm thứ 2 (1402), phong Hiếu Thuận Cung chúa (孝順宮主). Thời Cao Tông đổi làm Hiếu tần (孝嬪).
4. Tín tần Tân thị (信嬪辛氏, ? - 1435), người Ninh Việt, con gái Tân Vĩnh Quý (辛永貴) và phu nhân họ Chu ở Trường Hưng (長興周氏). Tân thị nguyên là thị nữ của Nguyên Kính Vương hậu, sau được Thái Tông sủng hạnh, sinh Hàm Ninh quân, Ôn Ninh quân, Cẩn Ninh quân, Trinh Tín Ông chúa, Trinh Tĩnh Ông chúa, Kính Trinh Ông chúa, Kính Ninh Ông chúa, Kính Khánh Ông chúa và Kính Cẩn Ông chúa. Thái Tông năm thứ 14 (1414) phong Tín Ninh Ông chúa (信寧翁主), có sách chép là Thận Ninh Ông chúa (愼寧翁主). Thái Tông thiện vị, bà được lưu lại nội cung, thăng làm Cung chúa (宮主). Sau khi Thái Tông qua đời, bà cùng Ý tần Quyền thị xin được xuất gia làm ni, trở thành tiền lệ cho góa phụ hậu cung xuất gia làm ni về sau.
5. Thiện tần An thị (善嬪安氏, ? - 1468), con gái An Nghĩa (安義). Thế Tông năm thứ 3 (1421) phong Thục Thiện Ông chúa (淑善翁主). Sinh Huệ Ninh quân, Ích Ninh quân, Chiêu Thục Ông chúa và Kính Thận Ông chúa.
6. Chiêu tần Lư thị (昭嬪 盧氏, ? - 1479), người Trường Uyên, con gái Lư Quy Sơn (盧龜山) và phu nhân họ Thôi ở Trung châu (忠州崔氏). Thái Tông năm thứ 11 phong Chiêu Huệ Cung chúa (昭惠宮主). Sinh Kính Huệ Ông chúa.
7. Thục nghi Thôi thị (淑儀崔氏).
8. Kính Cung Cung chúa Kim thị (淑恭宮主金氏, ? - 1421), người Thanh Diên.
9. Thận Thuận Cung chúa Lý thị (愼順宮主李氏), người Tinh Châu.
10. Huệ Thuận Cung chúa Lý thị (惠順宮主李氏, ? - 1438), người Cố Thành.
11. Nghĩa Trinh Cung chúa Triệu thị (義貞宮主趙氏, ? - 1454), người Hán Dương.
12. Tây Kinh Ông chúa Kim thị (西京翁主金氏).
13. Đức Thục Ông chúa Lý thị (德淑翁主李氏)
14. Thuận Huệ Ông chúa Trương thị (順惠翁主 張氏, ? - 1423), người An Đông.
15. Huệ Thiện Ông chúa Hồng thị (惠善翁主 洪氏).
16. Thượng cung Lý thị (後宮 李氏).
17. Thượng cung Kim thị (後宮 金氏).
18. Thượng cung Cao thị (後宮 高氏).

- Vương tử:

1. Nhượng Ninh Đại quân Lý Đề [讓寧大君李禔, 1394 - 1462], mẹ là Nguyên Kính Vương hậu. Lấy Tùy Thành Phủ phu nhân họ Kim ở Quang Châu.
2. Hiếu Ninh Đại quân Lý Bồ [孝寧大君李補, 1396 - 1486], mẹ là Nguyên Kính Vương hậu. Lấy Nhị Thành Phủ phu nhân họ Triệu ở Hải Châu.
3. Triều Tiên Thế Tông Lý Đào [李裪], mẹ là Nguyên Kính Vương hậu.
4. Thành Ninh Đại quân Lý Trọng [誠寧大君李褈, 1405 - 1418], mẹ là Nguyên Kính Vương hậu. Lấy Tam Hàn Quốc đại phu nhân họ Thành ở Xương Ninh.
5. Kính Ninh quân Lý Phi [敬寧君李裶, 1395 - 1458], mẹ là Hiếu tần Kim thị. Lấy Thanh Nguyên Phủ phu nhân họ Kim ở Thanh Phong.
6. Hàm Ninh quân Lý Nhân [諴寧君李裀, ? - 1467], mẹ là Tín tần Tân thị. Lấy Quận phu nhân họ Thôi ở Toàn Châu.
7. Ôn Ninh quân Lý Trình [溫寧君李裎, ? - 1454], mẹ là Tín tần Tân thị. Lấy Ích Sơn Quận phu nhân họ Phác ở Thuận Thiên.
8. Cẩn Ninh quân Lý Nông [謹寧君李禯, ? - 1461], mẹ là Tín tần Tân thị. Lấy Thái An Quận phu nhân họ Hứa ở Hà Dương.
9. Huệ Ninh quân Lý Chỉ [惠寧君李祉, ? - 1440], mẹ là Thiện tần An thị. Lấy Lạc An Quận phu nhân họ Doãn ở Mậu Tùng.
10. Hi Ninh quân Lý Thác [熙寧君李袉, ? - 1465], mẹ là Thục nghi Thôi thị. Lấy Quận phu nhân họ Thân ở Thuần Xương và Quận phu nhân họ Thân ở Bình Sơn.
11. Hậu Ninh quân Lý Cán [厚寧君李衦, 1419 - 1450], mẹ là Đức Thục Ông chúa Lý thị. Lấy Quận phu nhân họ Thân ở Bình Sơn.
12. Ích Ninh quân Lý Đa [益寧君李袳, ? - 1464], mẹ là Thiện tần An thị. Lấy Quận phu nhân họ Phác ở Vân Phong.

- Vương nữ:

1. Trinh Thuận Công chúa (貞順公主, 1385-1460), mẹ là Nguyên Kính Vương hậu. Hạ giá lấy Thanh Bình phủ viện quân Lý Bá Cương (李伯剛).
2. Khánh Trinh Công chúa (慶貞公主, ?-1455), mẹ là Nguyên Kính Vương hậu. Hạ giá lấy Bình Nhưỡng phủ viện quân Triệu Đại Lâm (趙大臨).
3. Khánh An Công chúa (慶安公主, 1393-1415), mẹ là Nguyên Kính Vương hậu. Hạ giá lấy Cát Xương quân Quyền Khuể (權跬).
4. Trinh Thiện Công chúa (貞善公主, 1404-1424), mẹ là Nguyên Kính Vương hậu. Hạ giá lấy Nghi Sơn quân Nam Huy (南暉).
5. Trinh Huệ Ông chúa (貞惠翁主, ?-1424), mẹ là Ý tần Quyền thị. Hạ giá lấy Vân Thành phủ viện quân Phác Tùng Ngu (朴從愚).
6. Trinh Thân Ông chúa (貞信翁主, ?-1452), mẹ là Tín tần Tân thị. Hạ giá lấy Linh Bình quân Doãn Quý Đồng (尹季童).
7. Trinh Tĩnh Ông chúa (貞靜翁主, 1410-1456), mẹ là Tín tần Tân thị. Hạ giá lấy Hán Nguyện quân Triệu Tuyền (趙璿).
8. Thục Trinh Ông chúa (淑貞翁主), mẹ là Tín tần Tân thị. Hạ giá lấy Nhật Thành quân Trịnh Hiếu Toàn (鄭孝全).
9. Chiêu Tín Ông chúa (昭善翁主, ?-1437), mẹ là Tín tần Tân thị. Hạ giá lấy Nhu Xuyên úy Biên Hiếu Thuận (邊孝順).
10. Thục Huệ Ông chúa (淑惠翁主, ?-1464), mẹ là Chiêu tần Lô thị. Hạ giá lấy Tinh Nguyện úy Lý Chính Ninh (李正寧).
11. Thục Ninh Ông chúa (淑寧翁主), mẹ là Tín tần Tân thị. Hạ giá lấy Pha Thành quân Doãn Ngu (尹愚).
12. Chiêu Thục Ông chúa (昭淑翁主, ?-1456), mẹ là Thiện tần An thị. Hạ giá lấy Hải Bình quân Doãn Diên Mệnh (尹延命).
13. Thục Khánh Ông chúa (淑慶翁主, 1420-?), mẹ là Tín tần Tân thị. Hạ giá lấy Pha Bình quân Doãn Nham (尹巖).
14. Kính Thận Ông chúa (敬愼翁主), mẹ là Thiện tần An thị.
15. Thục An Ông chúa (淑安翁主, ?-1464), mẹ là Minh tần Kim thị. Hạ giá lấy Hoài Xuyên quân Hoàng Dụ (黃裕).
16. Thục Cẩn Ông chúa (淑謹翁主, ?-1450), mẹ là Thân tần Tân thị. Hạ giá lấy Hoa Xuyên quân Quyền Cung (權恭).
17. Thục Thuận Ông chúa (淑順翁主), mẹ là Đức Thục Ông chúa. Hạ giá lấy Pha Nguyện quân Doãn Bình (尹泙).

## Thụy hiệu
- 恭定聖德神功建天體極大正啓佑文武叡哲成烈光孝大王
- Cung Định Thánh Đức Thần Công Kiến Thiên Thể Cực Đại Chính Khải Hữu Văn Vũ Duệ Triết Thành Liệt Quang Hiếu Đại vương.
- Gungjeong Seongdeok ShinGong Geoncheon Chegeok Daejeong Gyeu Munmu Yecheol Seongryeol Qwanghyo Daewang